# 一九二八年三月十五日
『一九二八年三月十五日』（せんきゅうひゃくにじゅうはちねんさんがつじゅうごにち）は、小林多喜二によるプロレタリア文学の小説作品。1928年3月15日、日本共産党の党員が大量検挙された三・一五事件が発生した際の北海道小樽市の様子を描いている。雑誌『戦旗』の1928年11月号と12月号に掲載された。多喜二にとって事実上の文壇デビュー作であった。
多喜二はこの小説によって、官憲による弾圧事件の告発を試みた。

## 執筆と発表の経緯
多喜二が1931年に雑誌『若草』に寄稿した「処女作の頃を思う」によると、初の普通選挙となった1928年の第16回衆議院議員総選挙の運動を銀行からの退勤後に組合でおこなっていた。その際に出会った人々が何人も選挙後に逮捕され、小樽だけで200人近くがその対象となって警察で拷問を受けていることに義憤を感じ、執筆を決意したという。
この原稿を送られた蔵原惟人は原稿から一部を削除、さらに作中に伏字を施した状態で『戦旗』に掲載した。掲載号はいずれも直後に発禁になったものの、その前に多くの読者の目に止まっていた。多喜二はプロレタリア作家として評価を受けた反面、警察での苛烈な取り調べの描写は特別高等警察の憎悪を招き、後年の逮捕・拷問死の遠因にもなったとされる。

## テクストの変遷
『戦旗』掲載の初出の版は、蔵原惟人による削除と編集部が施した削除の合わせて13か所が除去されたほか、多くの伏字があった。発表翌年の1929年に戦旗社の「日本プロレタリア作家叢書」第2編『蟹工船』に収録された際は、初出の削除箇所と伏字がすべて復原されたが、発禁処分となる。1930年の「日本プロレタリア作家叢書第九編」収録版では再び削除がおこなわれるもこれも発禁。1935年のナウカ社版『小林多喜二全集』でも不完全な収録となる（事実上の禁書扱い）。
戦後の1948年9月に日本評論社が刊行した『小林多喜二全集』第2巻で、初めて原稿（勝本清一郎所蔵）を元にした復原がおこなわれ、以後の定本となった（ただし、最後の尼港事件に言及した作者の注釈が削除されている）。最新の全集である1982年の『小林多喜二全集』第2巻（新日本出版社）でも基本は日本評論社版全集が踏襲されている。ただし、蔵原が初出で削除した、原稿の最後につけられていた5、6枚の「付記」は現在もなお発見されていない（全集に収録されたノート稿に、「付記」の原型と思われる2つの文章が残されている）。